# Donacjan
Donacjan – imię męskie pochodzenia łacińskiego (Donatianus), oznaczające „pochodzący od Donata (Donatus), należący do Donata”. Imię to nosiło kilku świętych i błogosławionych.
Donacjan imieniny obchodzi 24 maja, 6 września i 14 października.
Znane osoby o tym imieniu:
- św. Donacjan – męczennik z Nantes z III wieku
- św. Donacjan – biskup Reims z IV wieku